# قضاء الرصافة
قضاء الرصافة وهو أحد أقضية محافظة بغداد عاصمة العراق وتبلغ مساحته حوالي 21.5 كم2 ويمتد من جسر الصرافية إلى جسر قناة الجيش ويتكون من 13 حي و 45 محلة يسكنها 350 ألف نسمة ويضم ثلاث نواحي هي ناحية الكرادة الشرقية وناحية بغداد الجديدة وناحية شارع فلسطين.

## مناطق القضاء
مساحة القضاء 188.2 كم2، وهي 4.1% من مساحة محافظة بغداد البالغة 4555 كم2.
| القضاء        | اسم الحي                                                | المساحة كم2 |
| الرصافة       |                                                         |             |
| ------------- | ------------------------------------------------------- | ----------- |
| الرصافة       | المأمون، الخنساء، أكد                                   | 46.6        |
| الرصافة       | الأمين، الخليج العربي                                   | 27.3        |
| الرصافة       | الزعفرانية، السندباد، ديالى، 6 كانون                    | 44.4        |
| الرصافة       | 9 نيسان، سومر                                           | 10.4        |
| الرصافة       | الكيلاني، الجمهورية، الرشيد، الشيخ عمر، الأطباء، العلوم | 9.5         |
| الرصافة       | 14 تموز، الإدريسي، النيل، المستنصرية                    | 8.5         |
| الرصافة       | الكرادة، الوحدة، الجامعة                                | 16.8        |
| الرصافة       | المثنى، المعتصم                                         | 9.9         |
| الرصافة       | الرياض، بابل                                            | 10.4        |
| الرصافة       | النضال، السعدون، أبو نؤاس                               | 4.4         |
| مجموع المساحة | مجموع المساحة                                           | 188.2       |